# كريم كوناتي
كريم كوناتي (مواليد 21 مارس 2004) هو لاعب كرة قدم من ساحل العاج يلعب كمهاجم في نادي أسيك أبيدجان.

## روابط خارجية
- كريم كوناتي على موقع الاتحاد الأوربي (الإنجليزية)
- كريم كوناتي على موقع إي إس بي إن إف سي (الإنجليزية)
- كريم كوناتي على موقع قاعدة بيانات كرة القدم.إي يو (الإنجليزية)
- كريم كوناتي على موقع ليكيب (الفرنسية)
- كريم كوناتي على موقع ناشيونال فوتبول تيمز (الإنجليزية)
- كريم كوناتي على موقع Soccerbase.com (لاعب) (الإنجليزية)
- كريم كوناتي على موقع Soccerway.com (الإنجليزية)
- كريم كوناتي على موقع عالم كرة القدم.نت (الإنجليزية)